# Райнульф II Аліфейський
Райнульф II Аліфейський (лат. Raynulfus Alifanus, італ. Rainulfo di Alife; помер 30 квітня 1139) — граф Аліфе та Каяццо, а також герцог Апулії з нормандської родини Дренго, яка володіла Капуанським князівством протягом більшої частини століття між 1050 і 1150 роками. Одружений на Матильді, сестрі короля Сицилії Рожера II.

## Біографія
Райнульф II був сином Роберта, графа Аліфе та Каяццо і Гайтельгріми. Його дідом був Райнульф I з Каяццо, брат князя Капуанського Річарда I Дренго. Його прадідом був Асклеттин Дренго, граф Ацеренци і брат Райнульфа Дренго, першого нормандського феодала в Південній Італії. Як третій Райнульф у родині Дренго, Райнульфа Аліфейського іноді називають «Райнульфом III».

## Зростання впливу
У липні 1127 року помер герцог Апулії і Калабрії Вільгельм II. Граф Сицилійський Рожер II вважав себе законним спадкоємцем герцогства, оскільки він викупив права на нього у померлого Вільгельма. Однак цьому протистояла значна частина переважно нормандської знаті на материку, і в цьому вони мали підтримку папи Гонорія II. Ця опозиція гуртувалась навколо єдиного незалежного нормандського правителя у Південній Італії, графа Аріанського Жордана, але він також помер 12 серпня 1127 року. Його спадкоємцем в якості лідера нормандської опозиції ненадовго став князь Капуанський Жордан II, а після його смерті 19 грудня 1127 року князем став його син Роберт II Капуанський. Його головним васалом був Райнульф Аліфейський.
У грудні Гонорій відвідав Капуанське князівство, давнього союзника папи, і там організував опір претензіям Рожера, завербувавши на свою сторону як Райнульфа, так і Роберта. Він пообіцяв їм, що всі, хто візьме участь у кампанії проти Рожера, отримають прощення своїх гріхів. Лідерські здібності Роберта було не надто блискучим, і невдовзі фактичним військовим лідером опозиції став Райнульф. Коли Рожер прибув на чолі армії з Сицилії на півострів, Райнульф спробував організувати опір, особливо в Трої, але здався, коли Рожер пригрозив вторгнутися на його землі. Зрештою, переговори повстанців з Рожером призвели до перемир'я, за яким папа Гонорій у серпні 1128 року визнав Рожера герцогом Апулії та Калабрії.
Райнульф виглядав вірним Рожеру після його коронації королем Сицилії 30 грудня 1130 року. У 1131 році він і Роберт Капуанський разом привели до Риму загін із 200 лицарів на обіцянку короля Рожера продемонструвати свою силу на підтримку антипапи Анаклета II. Однак, поки Райнульф був у Римі, його дружина Матильда разом із сином втекла до свого брата Рожера в Салерно, із скаргою про подружню жорстокість. Рожер викликав Райнульфа до суду в Салерно, але той відмовився з'явитися. Рожер був змушений через непокірність та віроломство свого васала анексувати графство Авелліно у Річарда, брата Райнульфа. Райнульф вимагав повернення як дружини, так і графського титулу. В задоволенні обох вимог було відмовлено, і Райнульф всупереч наказу Рожера покинув Рим і разом із Робертом Капуанським, з яким вони вдвох почали планувати нове повстання.

## Лідер повстанців

Південна Італія в 1112 році. Численні менші міста-держави, зазвичай під сюзеренітетом або васалітетом більших держав, не показані. Зображено дві великі битви під час генеральства Райнульфа: при Ріньяно та Ночері, позначені схрещеними шаблями.

Невдовзі більша частина баронату півострова підтримала лідерів повстанців. Увагу Рожера II тимчасово відвернуло повстання в Апулії, але після капітуляції Грімоальда, князя Барі, він зміг повернутися до боротьби з капуанськими заколотниками. Вони захопили місто Беневенто, союзника як папи, так і короля, і повернулися до королівської армії Рожера. Рожер повів свою армію на облогу Ночери, але 24 липня зустрівся із армією повстанців на чолі із Робертом і Райнульфом, який очолив правий фланг. В Битві біля Ночери заколотники здобули перемогу, а сам Рожер утік з поля бою.
Заколотники очікували на підтримку великого війська на чолі із імператором Лотарем II, але натомість Лотар покинув Італію відразу після коронації, незважаючи на присутність на ній Райнульфа. Таким чином, того ж 1133 року Рожер зміг повернутися на півострів зі своєї бази на Сицилії та зупинити багато успіхів повстанців. Але почалися нові повстання. Райнульф підтримував Танкреда Конверсанського людьми під командуванням Рожера з Пленко, але в іншому тримався в тіні, чекаючи підкріплення з Пізи та Генуї. Райнульфу не вдалося визволити Ночеру з облоги, і Роберт Капуанський утік на північ. До червня 1134 року прихильники самого Райнульфа розтанули, і він був змушений укласти мир з королем. За словами Александра Телезького, вони так поцілувалися та обійнялися, що «присутні, як було видно, проливали сльози від радості». Здобутки Райнульфа з моменту початку повстання були повернуті, але його дружина та син мирно повернулися до нього.
У 1135 році пізанський флот під командуванням Роберта Капуанського кинув якір у Неаполі. Через чутки про смерть Рожера, Райнульф приєднався до Роберта та герцога Сергія VII і вони разом готувались в Неаполі до облоги.
У 1136 році імператор Лотар II та герцог Баварії Генріх Гордий перетнули Альпи на чолі армії, щоб підтримати трьох повстанців. Райнульф разом з Робертом та Генріхом на чолі великої частини військ взяли в облогу столицю королівства на півострові - Салерно. Після падіння Салерно велика армія німців та нормандців рушила на самий південь Апулії. Отримавши контроль над більшою частиною Південної Італії, Лотар вирішив призначити нового герцога Апулії, і оскільки Роберт Капуанський і Сергій Неаполітанський вже володіли великими уділами, цей титул було надано Райнульфу. Лотар претендував на право інвеститури, але те саме зробив і Папа Інокентій II; перший на тій підставі, що імператор Генріх III призначив графом Апулії Дрого Отвільського у 1047 році, а другий — на тій підставі, що папа Миколай II звів Роберта Гвіскара до герцогського статусу в 1059 році. Разом папа та імператор передали владу Райнульфу в Салерно, і німці відійшли додому, залишивши Райнульфа самостійно захищати своє важко здобуте герцогство. Райнульф супроводжував імператора аж до Акіно і отримав від нього в підтримку загін із 800 лицарів.

## Герцогство та смерть
30 жовтня 1137 року в Битві при Риньяно Райнульф зустрівся із Рожером II і його сином Рожером III, якого король призначив герцогом Апулії в 1134 році. Хоча молодший Рожер бився доблесно, король утік з поля бою, а їхній союзник, герцог Неаполітанський Сергій VII загинув у битві. Риньяно була другою великою перемогою Райнульфа над Рожером (після Ночери), але вона, як і перша, не мала тривалого ефекту.
Кампанія Рожера 1138 року також зазнала невдачі, і здавалось Райнульф утвердився у своєму титулі, навіть без взяття Салерно. Однак Райнульф несподівано захворів на лихоманку і 30 квітня 1139 року помер у своїй столиці Трої. Його поховали в соборі цього міста, звідки Рожер наказав викопати його тіло та кинути у рів, щоб пізніше гідно перепоховати. Хоча сучасний вчений Джон Джуліус Норвіч каже, що «смуток, який супроводжував його смерть, був більшим, ніж він заслуговував», тогочасний літописець Фалько Беневентський записав, що смерть цього virum bellicosum et magnanimum («войовничого та великодушного чоловіка») супроводжувалася голосінням незайманих та вириванням волосся.